# Ружицький Антон Матвійович
Ружицький Антон Матвійович (23 листопада 1952, с. Королівка, Борщівський район, Тернопільська область) — український політичний діяч.

## Біографія
Одружений, дружина Мирослава; сини Назар і Олександр.
1968—1972 — учень Чернівецького житлово-комунального технікуму.1972-1974 — служба в армії.
Зі січня 1975 р. — дільничний інспектор міліції, слідчий, інспектор дізнання, інспектор відділу боротьби з розкраданням соціалістичної власності Радянського райвідділу внутрішніх справ м. Львова, оперуповноважений, ст. уповноважений відділу боротьби з розкраданням соціалістичної власності УВС м. Львова.
З грудня 1989 р. — старший оперуповноважений відділу боротьби з розкраданням соціалістичної власності Львівського УВС на транспорті. З лютого 1990 р. — начальник відділу боротьби з розкраданням соціалістичної власності лінійного відділу на станції Львів. Жовтень 1992 р. — жовтень 1994 р. — заступник начальника відділу державної служби боротьби з економічної злочинністю Західноукраїнського УВС на транспорті. Депутат Львівської міськради (2002—2005), голова комісії з депутатської діяльності, законності, самоврядування та зв'язків ради.
Березень 1998 р. — кандидат в народні депутати України від партії «Вперед, Україно!», № 20 в списку. На час виборів: член Християнсько-Народного Союзу, юридичний консультант ТОВ «Сюрприз», дочірнього підприємства «Альянс-Комерсант» (м. Львів).
Народний депутат України 4 скликання (червень 2005 р. — квітень 2006 р.) від блоку В.Ющенка «Наша Україна», № 91 в списку. На час виборів: генеральний директор ПП «Жасмин-Люкс», член Християнсько-Демократичного Союзу. Член фракції «Наша Україна» (з липня 2005 р.), член Комітету з питань боротьби з організованою злочинністю і корупцією (з жовтня 2005 р.).
Народний депутат України 5 скликання (квітень 2006 р. — вересень 2007) від Блоку «Наша Україна», № 63 в списку. На час виборів: народний депутат України, член ХДС. На час виборів: народний депутат України, член Християнсько-Демократичного Союзу. Член фракції Блоку «Наша Україна» (з квітня 2006 р.), член Комітету з питань боротьби з організованою злочинністю і корупцією (з липня 2006 р.), голова підкомітету з питань контролю за реформуванням, кадровим та ресурсним забезпеченням органів, які здійснюють боротьбу з організованою злочинністю і корупцією.
Вересень 2007 р. — кандидат в народні депутати України від Блоку «Християнський блок», № 2 в списку. На час виборів: народний депутат України, член Соціально-християнської партії.